# Daniel Jensen
Daniel Jensen (Kopenhagen, 25. lipnja 1979.) je danski bivši nogometaš i nacionalni reprezentativac.

## Karijera

### Klupska karijera
Jensen je nogometnu karijeru započeo u jesen sezone 1996./97. u drugoligašu B.93 gdje je proveo dvije godine nakon čega je u srpnju 1998. prodan nizozemskom Heerenveenu. Tijekom pet sezona, Jensen je za klub odigrao 122 prvenstvene utakmice dok u kolovozu 2003. kao slobodni igrač odlazi u tadašnjeg španjolskog prvoligaša Murciju. Nakon što je klub završio sezonu na začelju tablice i ispao u Segunda División, Jensen je s reprezentacijom otišao na EURO 2004. Završetkom EURA, klub je iskoristio ugovornu klauzulu kojom je Jensenu ugovor produljen na još dvije godine čime mu je onemogućeno da ode iz momčadi kao slobodni igrač. Zbog toga ga je njemački Werder Bremen platio milijun eura tijekom srpnja iste godine.
U novom klubu je proveo čak sedam sezona te je u tom razdoblju s njime osvojio njemački Liga kup i kup. Nakon toga je u prosincu 2011. otišao na probu u talijansku Novaru s kojom je u siječnju 2012. potpisao ugovor.
2013. se vraća u domovinu gdje s FC Københavnom osvaja Superligu. Nakon tog uspjeha postaje igračem SønderjyskEa.

### Reprezentativna karijera
Igrač je najprije igrao za danske U19 i U21 selekcije dok je za seniore debitirao u veljači 2002. godine. Izbornik Morten Olsen uveo ga je na popis reprezentativaca za EURO 2004. gdje je bio standardni igrač. Ondje je odigrao svih 90 minuta u utakmicama skupine protiv Italije i Bugarske dok ga je u trećem susretu protiv Švedske zamijenio Christian Poulsen. Utakmicu četvrtfinala protiv Češke, proveo je na klupi.
Također, sudjelovao je i na Svjetskom prvenstvu 2010. u Južnoj Africi gdje je Danska ispala već u skupini.

#### Pogoci za reprezentaciju
| #  | Datum               | Mjesto             | Protivnik   | Pogodak | Rezultat | Natjecanje                 |
| -- | ------------------- | ------------------ | ----------- | ------- | -------- | -------------------------- |
| 1. | 11. listopada 2006. | Vaduz, Lihtenštajn | Lihtenštajn | 1 : 0   | 4 : 0    | Kvalifikacije za EURO 2008 |
| 2. | 6. veljače 2007.    | London, Engleska   | Australija  | 2 : 0   | 3 : 1    | Prijateljska utakmica      |
| 3. | 10. rujna 2008.     | Nikozija, Cipar    | Portugal    | 3 : 2   | 3 : 2    | Kvalifikacije za SP 2010.  |

## Osvojeni trofeji

### Klupski trofeji
| Klub          | Trofej           | Sezona    |
| Njemačka      | Njemačka         | Njemačka  |
| ------------- | ---------------- | --------- |
| Werder Bremen | DFB-Ligapokal    | 2006.     |
| Werder Bremen | DFB-Pokal        | 2009.     |
| Danska        |                  |           |
| FC København  | Danska Superliga | 2012./13. |

## Vanjske poveznice
- National Football Teams.com
- Soccerway.com